# Rudolf Skácel
Rudolf Skácel (Trutnov, 1979. július 17. –) cseh válogatott labdarúgó, jelenleg a Slavia Praha játékosa. Posztját tekintve támadó-középpályás.

## Pályafutása

### Klubcsapatokban
Pályafutását a Hradec Královéban kezdte, mielőtt 2002-ben csatlakozott a Slavia Praha együtteséhez. Egy szezon után távozott és elkezdte légiós életét. 2003-ban a Olympique de Marseille igazolta le 2,5 millió euró-ért. Bemutatkozására 2003. szeptember 13-án került sor egy Le Mans felett aratott 5–0-s győzelem alkalmával. Október 13-án szerezte első és egyetlen gólját a Marseille színeiben.
A 2004/05-ös szezont kölcsönben a Panathinaikósznál töltötte. 2005-ben Skóciába a Hearts csapatához került szintén kölcsönbe, mellyel 2006-ban sikerült megnyernie a skót kupát. 2006. július 29-én a Southampton szerződtette 1,6 millió fontért, ahol 3 évet töltött. 2008. január 31-én a német Hertha BSC-hez került kölcsönbe, melynek értelmében a szezon végéig maradt. 2009-ben egy kis időre hazatért és a Slavia Praha játékosa lett. 2010 januárjában klub nélküli játékos volt és júniusig szerződést kötött a görög Lárissza-val.
2010 nyarán ismét csapatot váltott és visszatért a skót Hearts-hoz. Két évet töltött itt, ezután 2012. október 26-án a Dundee United-hoz írt alá 2013. január 30-ig.

### Válogatottban
Az U21-es válogatottban 2001. október 5-én szerepelt először Bulgária ellen. A mérkőzést 8–0 arányban a csehek nyerték a Skácel szerezte a 3. gólt. 2002-ben U21-es Európa-bajnoki címet szerzett Svájcban. A döntő büntetőpárbaj után dőlt el és a sajátját értékesítette.
A felnőtt válogatottban 2003. november 12-én mutatkozott be egy Kanada elleni barátságos mérkőzésen.
A nemzeti csapat tagjaként ott volt a 2008-as Európa-bajnokságon.

## Sikerei, díjai
FC Hradec Králové
- Cseh másodosztály (1): 2001/02

Slavia Praha
- Cseh kupa (1): 2001/02

Hearts
- Skót kupa (2): 2005/06, 2011/12

Csehország U21
- U21-es Európa-bajnokság (1): 2002

## Külső hivatkozások
- Statisztika a Cseh labdarúgó-szövetség honlapján
- Transfermarkt profil